# Levin Peter

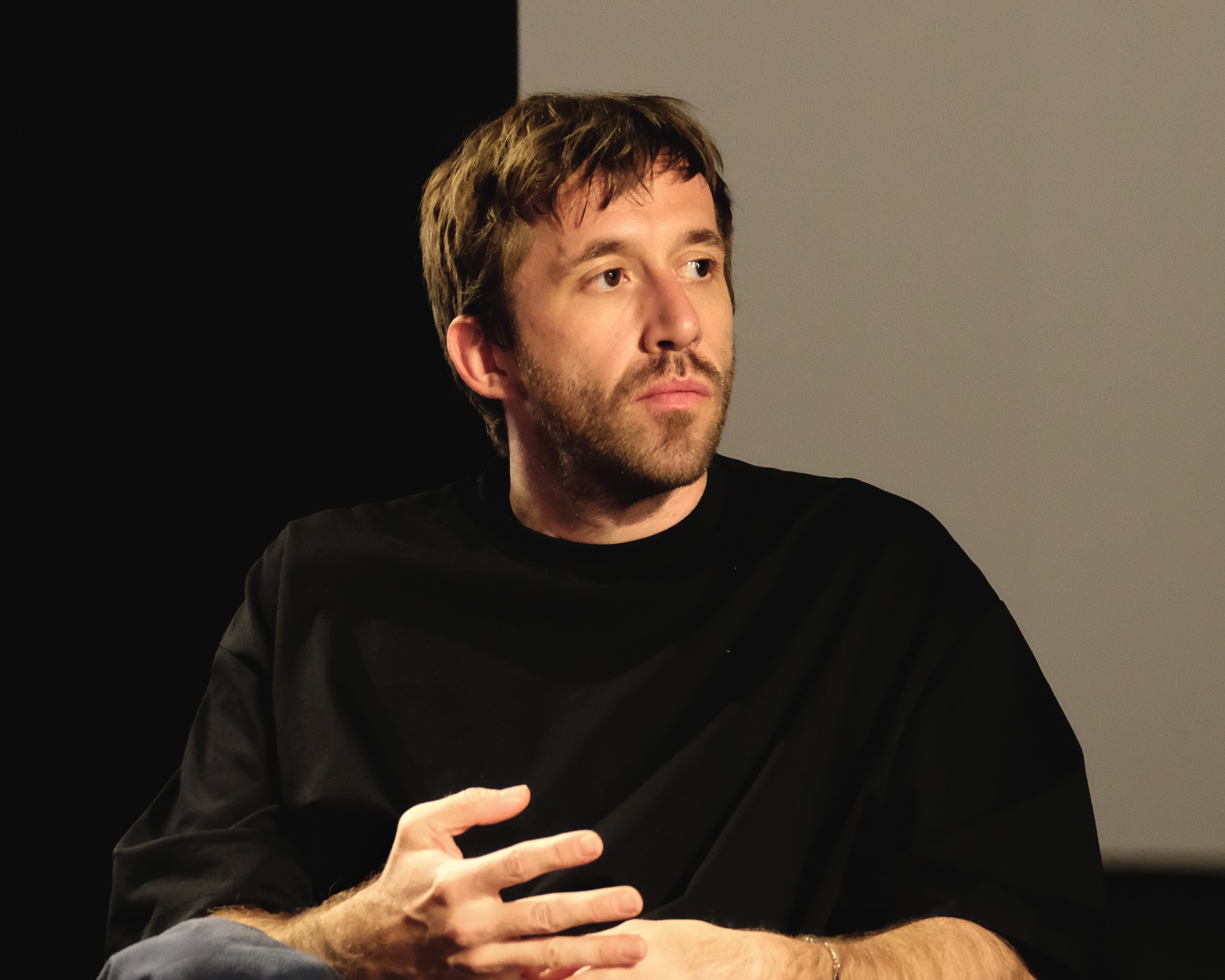
Levin Peter (2025)

Levin Peter (* 1985 in Jena, Deutschland) ist Regisseur, Autor und Filmproduzent.

## Leben
Levin Peter wuchs in Jena auf, wo er 2005 sein Abitur machte. Seinen ersten Dokumentarfilm „Prestes Maia“ drehte er 2007 in Zusammenarbeit mit ZDF und ARTE über die größte Hausbesetzung Lateinamerikas 2007 in São Paulo. Von 2008 bis 2015 absolvierte Peter sein Regiestudium an der Filmakademie Baden-Württemberg. Sein Diplomfilm „Hinter dem Schneesturm“ gewann den First Steps Award und wurde als Gast der Berlinale Perspektive präsentiert. Er war Teil der Jury des Visions du Réel Filmfestivals und erhielt das Nipkow- sowie das Gerd-Ruge-Stipendium.  2016 gründete Peter zusammen mit seiner Lebenspartnerin Elsa Kremser die Produktionsfirma „RAUMZEITFILM Produktion“ in Wien. Ihr erster Film als Regie-Duo, SPACE DOGS, wurde 2019 am Locarno Film Festival uraufgeführt und auf über 70 Filmfestivals weltweit gezeigt. Auf der Viennale 2019 wurde der Film mit dem „Wiener Filmpreis“ als bester österreichischer Film ausgezeichnet und erhielt zudem den MehrWERT Filmpreis der Erste Bank. 2021 wurde Space Dogs für den Deutschen Filmpreis in den Kategorien „Bester Dokumentarfilm“ und „Beste Tongestaltung“ nominiert. 2024 wurde der experimentelle Dokumentarfilm "Dreaming Dogs" am Jeonju IFF seine Premiere und wurde unter anderem 2025 für den Österreichischen Filmpreis als Bester Dokumentarfilm nominiert. Im Regie-Duo mit Elsa Kremser realisierte Levin Peter seinen ersten Spielfilm White Snail, der den Berlinale Kompagnon Drehbuchpreis erhielt und im Rahmen des Torino Feature Labs entwickelt wurde.

## Filmografie
- 2008: Prestes Maia - zusammen mit Jonas Ginter, Albrecht Schuch (52´, Dokumentarfilm)
- 2009: Nachtwald (11´, Experimentalfilm)
- 2010: Sonor - zusammen mit Elsa Kremser (37´, Dokumentarfilm)
- 2012: Ein Versprechen - zusammen mit Elsa Kremser (70´, Dokumentarfilm)
- 2015: Heimsuchung (25', Installation)
- 2016: Hinter dem Schneesturm (90´, Dokumentarfilm)
- 2016: For Whom I Might Die (20´, Spielfilm kurz)
- 2019: Space Dogs – zusammen mit Elsa Kremser (91', Dokumentarfilm)
- 2024: Dreaming Dogs – zusammen mit Elsa Kremser (77' Dokumentarfilm)
- 2025: White Snail – zusammen mit Elsa Kremser (Spielfilm)

## Auszeichnungen
- Bolzano Film Festival – Bester Dokumentarfilm 2021
- Is Real Film Festival Sardinien – Bester Film 2020
- Subversive Film Festival Zagreb – Wild Dreamer Award 2020
- Wiener Filmpreis - Bester österreichischer Film 2019
- Erste Bank MehrWERT Filmpreis Viennale 2019
- FIDOCS Chile - Special Jury Award 2019
- Locarno Film Festival - Lobende Erwähnung der Junior Jury Cineasti del Presente - 2019
- Locarno Film Festival - Lobende Erwähnung der ISPEC Cultura Jury 2019
- Lobende Erwähnung der New Waves Non Fiction Jury - Sevilla Film Festival 2019
- Berlinale Kompagnon Drehbuchpreis 2017
- DOK.fest München Kompositionsförderpreis 2016
- FIRST STEPS Award 2015
- BosiFest Belgrad - Best Director 2012
- MDR Nachwuchsfilmpreis 2010
- Visions du Rèel - Lobende Erwähnung 2010
- FEST Portugal - Best Academic Award 2010

Nominiert
- Österreichischer Filmpreis 2025 in der Kategorie „Bester Dokumentarfilm“
- Österreichischer Filmpreis 2022 in der Kategorie „Bester Dokumentarfilm“
- Deutscher Filmpreis 2021 in den Kategorien „Bester Dokumentarfilm“ & „Beste Tongestaltung“
- Preis der deutschen Filmkritik 2016
- Kasseler Dokfest Nachwuchspreis 2010
- World Organization Against Torture Award 2009
- Deutscher-Menschenrechts-Filmpreis 2008

## Belege
1. ↑  UNICATO Juli: Prestes Maia - Freiheit in Beton (Memento des Originals vom 18. April 2016 im Internet Archive)  Info: Der Archivlink wurde automatisch eingesetzt und noch nicht geprüft. Bitte prüfe Original- und Archivlink gemäß Anleitung und entferne dann diesen Hinweis.
2. ↑  Jury Cinéma suisse 2017. Archiviert vom Original (nicht mehr online verfügbar) am 15. Februar 2020; abgerufen am 15. Februar 2020 (englisch).  Info: Der Archivlink wurde automatisch eingesetzt und noch nicht geprüft. Bitte prüfe Original- und Archivlink gemäß Anleitung und entferne dann diesen Hinweis.
3. ↑  Elsa Kremser – Talents to Watch, November 2015
4. ↑  Space Dogs. Abgerufen am 15. Februar 2020.
5. ↑  "Space Dogs" gewinnt Wiener Filmpreis. Abgerufen am 15. Februar 2020.
6. ↑  Die beiden Kompagnon-Förderpreise Berlinale Talents und Perspektive Deutsches Kino gehen an Nora Fingscheidt sowie an Levin Peter und Elsa Kremser. Abgerufen am 15. Februar 2020.
7. ↑  Elsa Kremser | TorinoFilmLab. Abgerufen am 3. September 2021.

| Personendaten    | Personendaten                           |
| ---------------- | --------------------------------------- |
| NAME             | Peter, Levin                            |
| ALTERNATIVNAMEN  | Peter, Levin Georg (vollständiger Name) |
| KURZBESCHREIBUNG | deutscher Regisseur                     |
| GEBURTSDATUM     | 1985                                    |
| GEBURTSORT       | Jena                                    |